# Mšice broskvoňová
Mšice broskvoňová (Myzus persicae) je hmyz poškozující listy dřevin sáním. Mšice broskvoňová je řazena do čeledě mšicovití (Aphididae) , řádu polokřídlí (Hemiptera). Mšice broskvoňová je polyfág, takže někdy jsou jako druhy popisovány mšice napadající některé hostitelské druhy. Například je zpochybňováno systematické zařazení Myzus nicotianae.

## EPPO kód
MYZUPE

## Rozšíření
Celosvětově rozšířená. 

## Popis
Dospělci jsou zbarveni odstíny zelené až nažloutlé, někdy hnědočervené. Bývají 1.5 - 2 mm dlouzí.

## Hostitel
Polyfág.
- kukuřice
- rýže
- pšenice
- letničky
- bavlník[2]
- řepa
- brambory[5]
- luskoviny
- řepka ozimá

## Příznaky
Deformace listů, žluté skvrnky, krnění a deformace výhonů. Plody jsou deformované. Jedinci sající jednotlivě na spodní straně listu.

## Význam
Je považována za nejvýznamnějšího přenašeče (především virových) chorob, je vektor až 100 typů virů. Významný je například virus Y (PVY), A (PVA), M (PVM) a S (PVS). Výhradně mšicemi je přenášen virus svinutky (PLRV).
Poškození sáním obvykle není významné. Může dojít k přemnožení a vážnému poškození mladých rostlin, především zeleninové sadby.

## Biologie
Mšice má několik generací během roku, z vajíček se líhnou na jaře samice, sají na listech slivoní, často broskvoně. V létě populace poté migruje na dalšího hostitele. Poslední generace se vrací na slivoně, nejčastěji broskvoně.

## Ekologie
Lesy, parky, zahrady. Predátoři: slunéčka, střevlíci, dravé ploštice, zlatoočky, larvy pestřenek a bejlomor rodu Aphidoletes, pavouci a další. Bývá napadána některými druhy hub.
Použitzí neselektivních insekticidů může vést ke zvýšenému napadení mšicemi.